# Nekla
Nekla (prononciation : [ˈnɛkla]) est une ville polonaise du powiat de Września de la voïvodie de Grande-Pologne dans le centre-ouest de la Pologne.
Elle est située à environ 12 kilomètres à l'ouest de Września, siège du powiat, et à 35 kilomètres à l'est de Poznań, capitale de la voïvodie de Grande-Pologne.
Elle est le siège administratif (chef-lieu) de la gmina de Nekla.
La ville couvre une surface de 9,79 km2 et comptait 3 638 habitants en 2015.

## Géographie

Plan de la ville.

La ville de Nekla est située en plein centre de la voïvodie de Grande-Pologne. Le paysage est à dominante rurale, malgré la présence d'une importante forêt au nord de la ville. Nekla s'étend sur 9,79 km2.

## Histoire
Nekla a obtenu ses droits de ville en 2000. Auparavant, elle a été sous ce statut de 1727 à 1793.

De 1975 à 1998, Nekla appartenait administrativement à la voïvodie de Poznań. Depuis 1999, la ville fait partie du territoire de la voïvodie de Grande-Pologne.

## Monuments
- l'église paroissiale catholique saint André, construite entre 1899 et 1901 ;
- le manoir, construit au XIXe siècle.

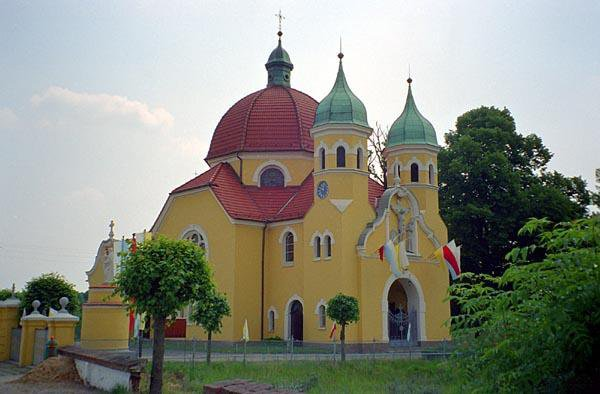
L'église saint André.
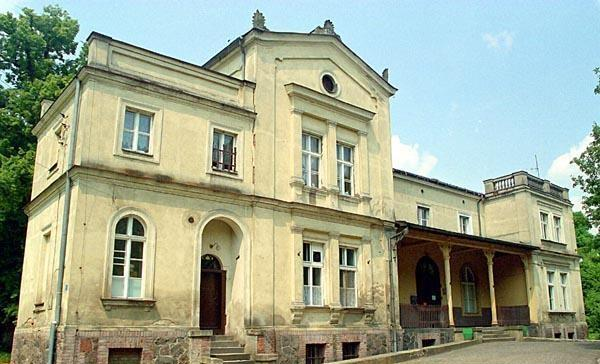
Le manoir.

## Voies de communication
Nekla est traversée par la route nationale polonaise 92 (qui relie Rzepin à Kałuszyn).